# Anyu és apu (Így jártam anyátokkal)
Az Anyu és apu az Így jártam anyátokkal című amerikai televíziós sorozat kilencedik évadjának tizedik epizódja. Eredetileg 2013. november 18-án vetítették, az Egyesült Államokban, míg Magyarországon 2014. április 7-én.
Ebben az epizódban megérkezik Barney apja az esküvőre, Barney pedig azt képzeli, hogy a szülei újra összejönnek. Tednek ki kell derítenie, ki tett tönkre egy nászajándéknak szánt fényképet.

## Cselekmény
Szombat délután 3 óra van, 27 óra van hátra az esküvőig. Barney és Robin próbálnak találni valakit, aki a halott pap helyett elvállalja, hogy összeadja őket. James menti meg a helyzetet, az ő apja ugyanis Sam Gibbs tiszteletes, és ő bátran összeadhatja őket. Ezután megérkezik Barney apja, Jerome is a feleségével. Barney boldog, mert látja, hogy az apja és az anyja ennyi év után is jól kijönnek, és hirtelen elkezd arról fantáziálni, hogy újra összejönnek. A gondolatot tett követi: jerome feleségét elviteti limuzinnal Ranjit segítségével, majd elrendezi, hogy Jerome és Loretta a liftbe szoruljanak, ahol pezsgős vacsorát küldet le nekik és összevizezi a ruhájukat, hogy levetkőzzenek.Miközben ők tiltakoznak, megérkezik James, és közli Barneyval, hogy ezt nem hagyja, mert az ő apjával fog összejönni Loretta. Összevesznek, és kiderül, hogy Sam és Loretta csakugyan összejöttek. Barney dühös, de Robin azt mondja neki, hogy Jamesnek most nagyobb szüksége van erre, mert nemrég mindent elvesztett. Barney elfogadja ezt és az áldását adja az anyjáékra.
Eközben Ted, mint Barney násznagya, vigyáz egy rendkívül értékes dedikált Wayne Gretzky-képre, amit Barney szánt Robinnak. csakhogy valaki leöntötte a képet tintával Ted nyomozni kezd, és három gyanúsítottja van. Köztük az egyik William Zabka, aki bosszút akar állni azért, mert megint Ted lett Barney násznagya. De kiderül, hogy ő nem lehetett, mert a kérdéses időben masszázson volt igazoltan. A másik két gyanúsított pedig szintén alibivel rendelkezik. Lily szerint Ted paranoiás és igazából ő öntötte le a képet a saját ügyetlensége miatt. De amikor tisztogatni kezdi a képet, felfedezi, hogy az igazából Zabka portréja, és az ő neve alatt igazából Jerome volt masszázson a kérdéses időben. Lily szembesíti ezzel Zabkát, aki elmondja, hogy a Karate kölyök miatt sokáig közutálat tárgya volt, mint ügyeletes rosszfiú. Barneynak köszönhetően aztán kapott egy esélyt, hogy jófiú lehessen, és most úgy akart bevágódni nála, hogy eljátssza, talál egy replikát a képből. Ted úgy dönt, hogy végül mégis ezt fogják elmondani Barneynak, noha zabka nem kapja vissza a násznagyi posztot.
Eközben Marshall és Daphne is úton vannak. Daphne elmondja Marshallnak, hogy el van keseredve, mert nem fog odaérni a lányának az előadására, ahol egy ENSZ-beszédet fognak eljátszani. Daphne szerint a lánya nem érti meg, hogy érte is dolgozik olyan keményen. Marshall rábeszéli, hogy tegyenek egy kitérőt és nézzék meg a próbát. A lánya felismeri Daphne-t és örül neki, hogy ott van, ami meghatja Marshallt. Egészen addig, amíg ki nem derül, hogy a lány a beszédében a kőolajfúrást dicsőíti a környezetvédelem ellenében. Marshall ekkor Marvin társaságában távozik, és úgy dönt, busszal mennek tovább.
A záró jelenetben Jerome Ranjit limuzinja elé veti magát és követeli, hogy adja vissza a feleségét.

## Kontinuitás
- Ebben az epizódban ismét megemlítik "Az ananász incidens" történéseit.
- Ted megint detektívesdit játszik. A "Beboszetesza" című rész alapján gyerekkorukban ő és a húga voltak a Mosby-fiúk, akik minden rejtélyt megoldanak.
- Daphne a "Visszatérés" című epizódban is megemlíti a lánya beszédét.
- Marshall "A világítótórony" című részben kényszerítette az "500 Miles" hallgatására Daphne-t.
- Ismét összetörik egy üveg Glen McKenna.
- Az idős rasztahajú férfi a tengerparton "szendvicset eszik", ami Ted eufemizmusa a marihuána fogyasztására.
- Jövőbeli Ted "A medál"  című részben említette meg, hogy Lily valakit fel fog lökni az esküvő során.

## Jövőbeli visszautalások
- Barney végül "A bemutatkozó vacsora" című részben adja oda a képet Robinnak.
- Végül Sam adja össze Barneyt és Robint "Az oltár előtt" című részben.

## Érdekességek
- A zene, ami az iPod-ból szól a liftben Jerome és Loretta mellett, a "Bum-bum, bugidi-bum".